# Джон Еберсон
Джон Еберсон (англ. John Adolph Emil Eberson; 1875, Чернівці, Буковина, Австро-Угорська Імперія — 1964, США) — американський архітектор.

## Біографія
Джон Еберсон народився 1875 року в Чернівцях (в складі Австро-Угорщини), в єврейській родині. Закінчив школу в Дрездені, Саксонія, і вивчав електротехніку у Віденському університеті. Приїхав до Америки на початку 1900-х і оселився в Сент-Луїсі. Там спроєктував свій перший кінотеатр — «Джуел» Jewel в Гамільтоні (штат Огайо). Переселився до Чикаго, а потім в Нью-Йорк 1926 року. Отримав загальну популярність, як автор відкритих кінотеатрів, багато з яких він спроєктував в різних екзотичних стилях, наприклад неоіталійського ренесансу, неомавританському та інших. Багато з його проєктів були в стилі арт-деко. Він разом зі своїм сином Дрю Еберсоном спроектував близько 1200 кінотеатрів в десятках штатів США та по світу: у Франції, Венесуелі, Мексиці і Австралії.

## Вибрані проєкти та споруди
- 1915: The Paramount Theatre (Аустін, Техас, США)
- 1921: The Majestic Theater (Даллас, Техас, США)
- 1922 року: Orpheum Theatre (Вічіта, Канзас, США)
- 1922 року: Indiana Theatre, Terre Haute (Індіана, США)
- 1924: Palace Theater (Агуері, Індіана, США),
- 1926: Olympia Theater and Office Building (Маямі, Флорида, США)
- 1926: Tampa Theatre, Tampa, Florida; включений до Національного реєстру історичних пам'яток США (National Register of Historic Places), 1978.
- 1927: Riviera Theater, Omaha, Nebraska (відновлений і перейменований на кінотеатр Рози (Rose Theater)).
- 1927: State Theater (Каламазу, штат Мічиган, США)
- 1927: Capitol Theatre (Флінт, штат Мічиган, США)
- 1928: The Louisville Palace (Луїсвілль, Кентуккі, США)
- 1928: Uptown Theater (Канзас-Сіті, Міссурі, США)
- 1928: Stanley Theater (Джерсі -Сіті, Нью-Джерсі, США)
- 1928: Palace Theatre (Меріон, штат Огайо, США)
- 1929: Loew's Akron (Акрон, штат Огайо, США; тепер Akron Civic Theater)
- 1929: Loew's Paradise Theater, The Bronx, Нью-Йорк, (один з п'яти Loew's Wonder Theaters, колишніх Loew's кінотеатрів в Нью-Йорку New York City)
- 1929: Loew's Valencia Theater, Queens, Нью-Йорк, інші п'ять кінотеатрів Loew's Wonder Theaters
- 1929: Paramount Theatre (Андерсон, Індіана, США)
- 1929: State Theatre (Сідней, Австралія), разом з Henry Eli White
- 1929: The Majestic Theatre (Сан-Антоніо, Техас, США)
- 1931: Warner Theatre (Моргантаун, Західна Вірджинія, США)
- 1932: Le Grand Rex (Париж, Франція), як консультант Auguste Bluysen[6]
- 1938: Lakewood Theater (Даллас, Техас, США)
- 1938: Bethesda Theater (Бетезда, штат Меріленд); включений до Національного реєстру історичних пам'яток США, 1999.
- 1938: AFI Silver, Сілвер-Спринг, Меріленд, США
- 1938: Schines Auburn Theatre (Оберн, Нью -Йорк); включений до Національного реєстру історичних пам'яток США, 2000.
- 1940: Oswego Theater, Oswego (Нью-Йорк); включений до Національного реєстру історичних пам'яток США, 1988.
- 1946: The Woodlawn Theatre (Сан-Антоніо, Техас, США)